# Miran Gašperšič
Miran Gašperšič, slovenski alpski smučar, * 22. oktober 1948, Jesenice.
Miran Gašperšič je za Jugoslavijo nastopil na Zimskih olimpijskih igrah 1976 v Innsbrucku, kjer je nastopil v veleslalomu in slalomu.